# Diaminopimelato deidrogenasi
La diaminopimelato deidrogenasi è un enzima appartenente alla classe delle ossidoreduttasi, che catalizza la seguente reazione:
meso-2,6-diaminoeptanodioato + H2O + NADP+ ⇄ L-2-amino-6-ossoeptanodioato + NH3 + NADPH + H+